# Băng đen

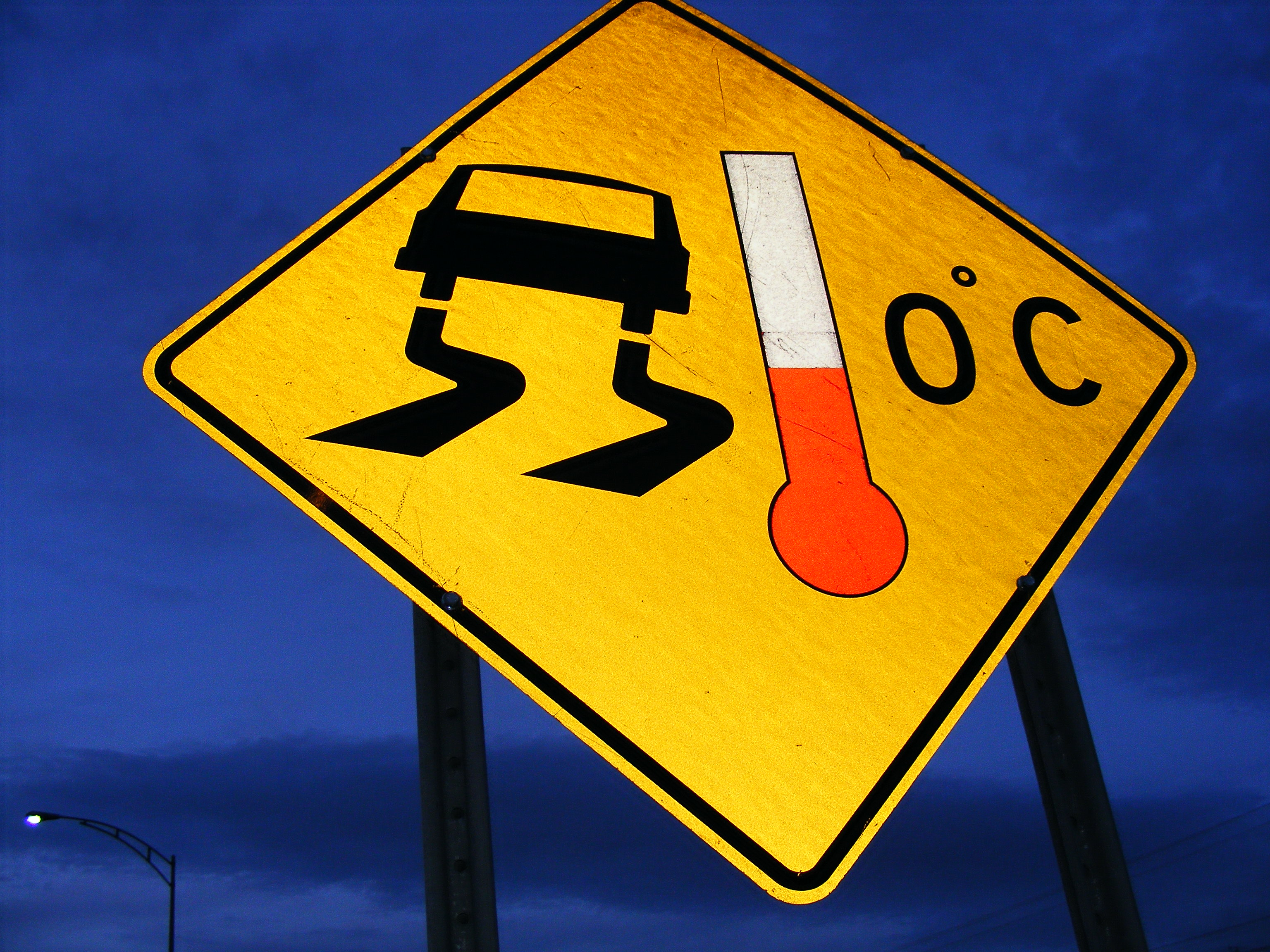
Biển hiệu cảnh báo cho băng đóng trên mặt đường ở Quebec, Canada

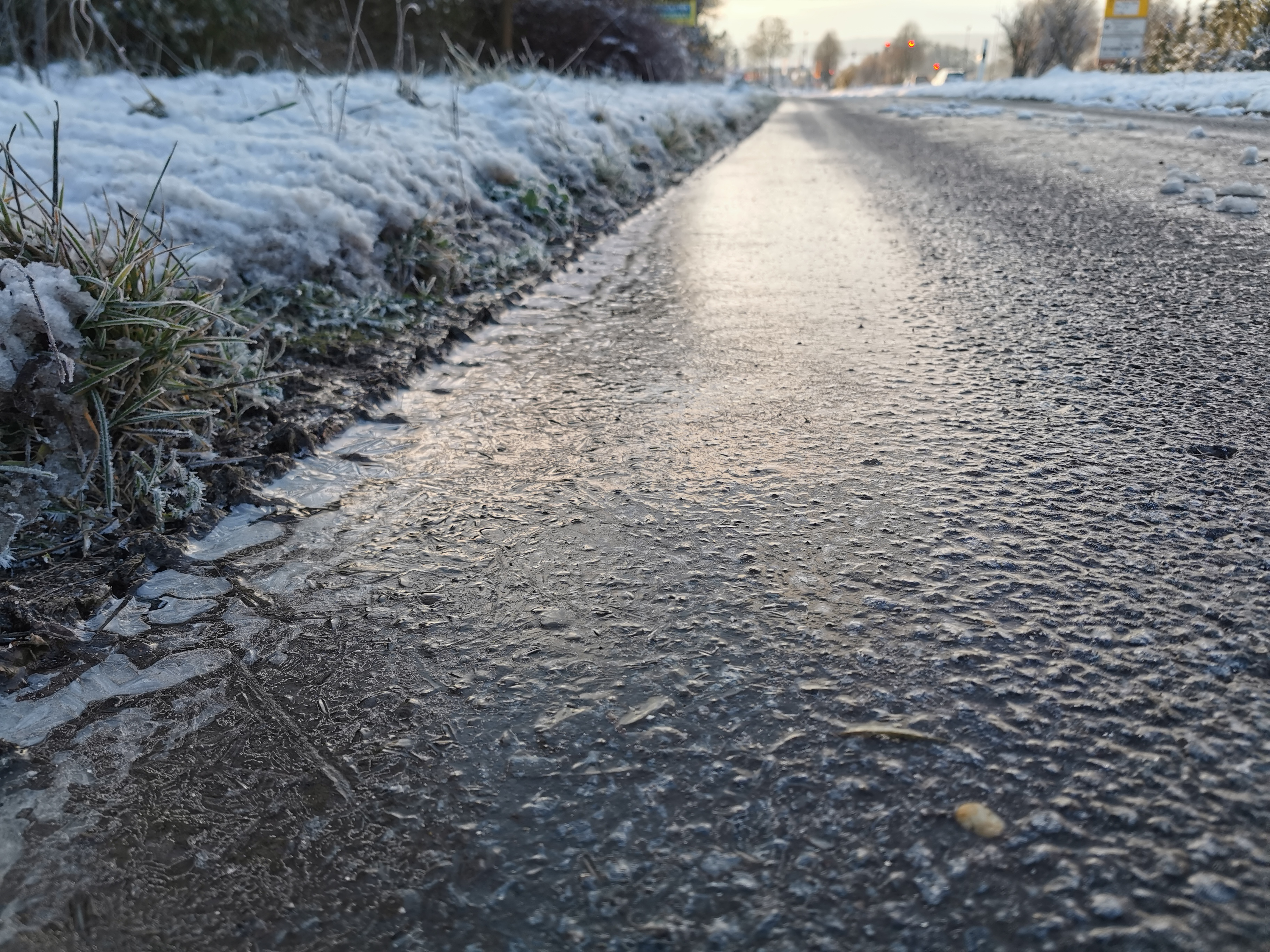
Băng đen trên một con đường ở Đức

Băng đen (tiếng Anh: black ice, thỉnh thoảng còn được gọi là clear ice), đề cập đến lớp phủ mỏng của băng trên một bề mặt, đặc biệt là trên các con đường. Bản thân băng không phải là màu đen, nhưng trong suốt, nên có thể thấy đường đen xuyên qua nó. Do tuyết hoặc tuyết băng bao phủ quanh "băng đen" làm cho các chỗ đóng băng thường không được nhìn thấy được người lái xe chạy lên hoặc người đi bộ bước lên nó. Do đó, có nguy cơ trơn trượt và dẫn tới tai nạn. Một vấn đề tương tự gặp phải như khi đổ dầu diesel lên đường sá.
Đường dễ bị đóng băng vào ban đêm, nhất là lúc trời gần sáng, khi nhiệt độ hạ xuống thấp nhất. Ban ngày, khi lái xe nếu thấy mặt đường khô ráo mà có những chỗ có màu đậm và bóng đó là black ice.

## Định nghĩa
Thuật ngữ "băng đen" ở Hoa Kỳ thường được sử dụng không chính xác để mô tả bất kỳ loại băng nào hình thành trên đường, thậm chí khi nước đọng trên các con đường biến thành băng khi nhiệt độ rơi xuống dưới mức đóng băng. Định nghĩa đúng, băng đen được hình thành trên những con đường tương đối khô, làm cho người lái xe không thấy được nó. Nó xảy ra khi trong các kết cấu có trong các lớp đường rất gần dưới bề mặt mặt đường có chứa nước hoặc độ ẩm, mà đóng băng và mở rộng tạo ra một lớp bóng láng trên đường; làm cho xe chạy trơn trợt.
Ngoài ra có 3 định nghĩa khác về băng đen do Tổ chức Khí tượng Thế giới đưa ra là:
- Một lớp băng mỏng trên một vật thể có màu tối vì sự trong suốt của nó;
- Thuật ngữ của thủy thủ cho một hình thức đóng băng đôi khi đủ nặng để lật một con tàu nhỏ;
- Một thuật ngữ khác cho băng trên các tảng đá ở vùng núi.

## Sự hình thành

### Trên đường và vỉa hè
Từ vựng Khí tượng học của Hoa Kỳ bao gồm định nghĩa của băng đen là "một lớp băng mỏng, có bề ngoài tương đối tối, có thể hình thành khi mưa nhẹ hoặc mưa phùn rơi trên mặt đường ở nhiệt độ dưới 0 ° C (32 ° F) ". Bởi vì nó chỉ biểu hiện sự tích tụ mỏng nên băng đen rất trong suốt và do đó khó nhìn thấy khi so sánh với lớp băng tuyết, băng đông lạnh hoặc băng dày hơn. Ngoài ra, nó thường được xen kẽ với vỉa hè ướt, mà là gần giống hệt nhau trong hình dáng. Điều này làm cho việc lái xe, đi xe đạp hoặc đi bộ trên các bề mặt bị ảnh hưởng cực kỳ nguy hiểm. Làm tan băng bằng muối (natri chloride) có hiệu quả đến nhiệt độ khoảng -18 °C (0 °F). Các hợp chất khác như chloride magnesi hoặc calci chloride được sử dụng cho nhiệt độ rất lạnh vì sự giảm điểm đông đặc của các dung dịch của chúng còn xuống thấp hơn nữa.
Ở nhiệt độ thấp (dưới -18 °C [0 °F]), băng đen có thể hình thành trên đường khi độ ẩm từ ống thải ô tô ngưng tụ trên bề mặt đường . Các điều kiện như vậy gây ra nhiều tai nạn ở Minnesota khi nhiệt độ giảm xuống dưới -18 °C (0 °F) trong một khoảng thời gian kéo dài vào giữa tháng 12 năm 2008. Tính không hiệu quả của muối làm băng tan ở những nhiệt độ này gây ra thêm vấn đề. Băng đen có thể hình thành ngay cả khi nhiệt độ môi trường xung quanh cao hơn nhiều độ so với nhiệt độ 0 °C, nếu không khí nóng lên đột ngột sau một đợt trở lạnh kéo dài để lại bề mặt đường thấp hơn điểm đông đặc.
Vào ngày 1 tháng 12 năm 2013, lưu thông cuối tuần sau lễ Tạ ơn đông đúc gặp phải băng đen trên đường cao tốc I-290 ở phía tây tại Worcester, Massachusetts. Một loạt tai nạn phản ứng dây chuyền dính líu đến ba xe moóc kéo và hơn 60 xe khác. Nước đá hình thành đột ngột trên một độ dốc dài xuống, các tài xế chạy qua đỉnh đồi không thể nhìn thấy kịp các chiếc xe đâm nhau phía trước cho đến khi quá muộn để dừng lại trên lề đường.

### Trên cầu

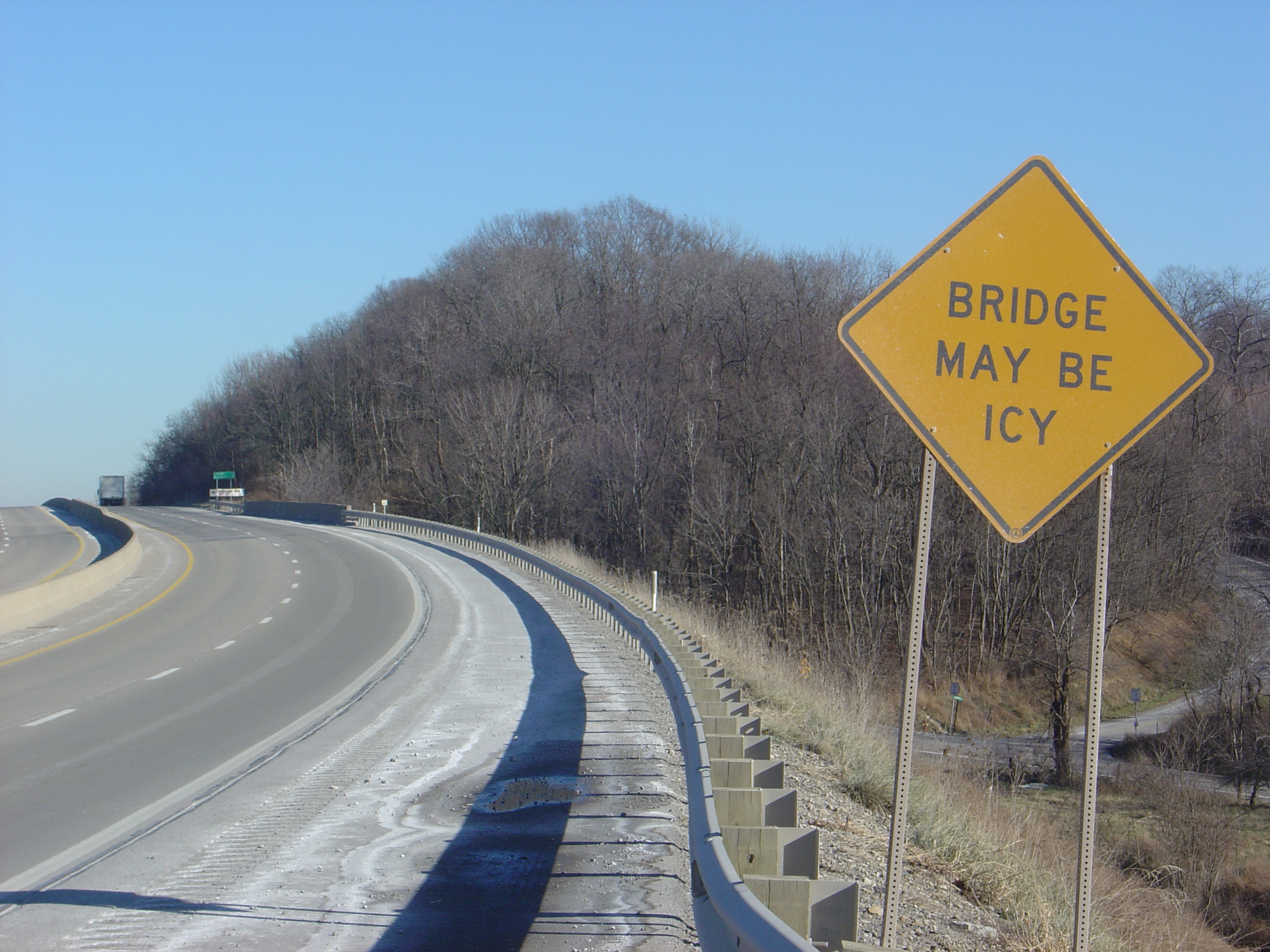
Biển hiệu cảnh báo cho cầu trên đường lớn Hoa Kỳ

Cầu và cầu vượt có thể đặc biệt nguy hiểm. Các băng đen hình thành đầu tiên trên các cầu và cầu vượt vì không khí có thể lưu thông cả trên và dưới bề mặt của đường nâng cao khi nhiệt độ môi trường xung quanh giảm, làm cho nhiệt độ mặt đường cầu giảm nhanh hơn .
Tại Hoa Kỳ, các biển cảnh báo với "Bridge May Be Icy" cho biết đó là những con đường nguy hiểm tiềm ẩn phía trên cấu trúc cầu.
Các dấu hiệu đường tương tự tồn tại khắp Canada, nhưng các cảnh báo đôi khi xuất hiện không có từ để tuân thủ các yêu cầu song ngữ. Các dấu hiệu Canada có một chiếc xe với vết trượt và tuyết vảy. Bản mô tả chính thức và không tiết lộ của dấu hiệu này được định nghĩa là "Mặt đường trơn trượt khi ướt".
Các dấu hiệu bổ sung có thể được kèm theo các từ khác nhau ở các tỉnh của Canada không có đòi hỏi song ngữ:
- Cầu đóng băng
- Trơn trượt khi ướt
- Đường đóng băng
- Trơn trượt khi đóng sương
- Đường cầu đóng băng
- Cầu đóng băng trước đường

### Trên nước

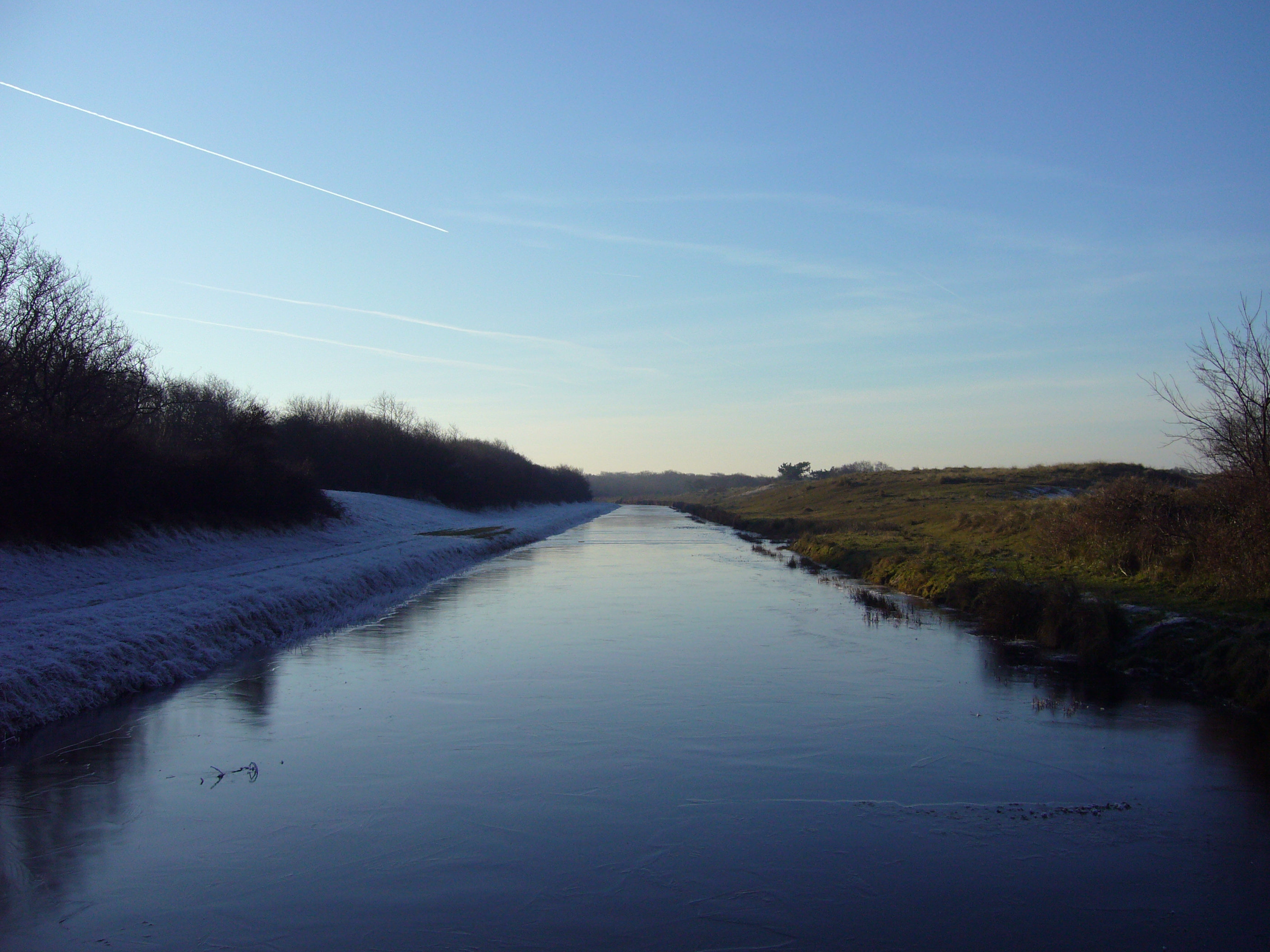
Băng đen trên kênh ở Hà Lan

Khi nhiệt độ thấp hơn độ đông đặc và gió thì yên tĩnh, chẳng hạn dưới áp suất khí quyển cao vào ban đêm trong mùa thu, một lớp băng mỏng sẽ hình thành trên mặt nước của hồ. Nếu độ sâu của phần nước đủ lớn, màu của nó là màu đen và có thể nhìn thấy qua băng, do đó tên là băng đen.
Băng cũng có thể được hình thành do nước biển văng lên và hơi nước đóng băng khi tiếp xúc với cấu trúc thượng tầng của một chiếc tàu khi nhiệt độ đủ thấp. Băng hình thành theo cách này được gọi là hard rime. Khi sự hình thành phát triển, trọng lượng trên tàu tăng và cuối cùng có thể gây lật tàu. Hơn nữa, băng đá có thể cản trở hoạt động chính xác của các dụng cụ điều hướng quan trọng trên tàu, chẳng hạn như thiết bị radar hoặc radio. Các chiến lược khác nhau để loại bỏ các băng như vậy được sử dụng: đập vỡ băng hoặc thậm chí sử dụng vòi chữa cháy trong một nỗ lực để loại bỏ các băng.

### Trên núi
Băng đen là một mối nguy lớn đối với những người leo núi. Thời tiết lạnh thường phổ biến ở độ cao, và băng đen nhanh chóng hình thành trên bề mặt đá. Mất lực kéo là đột nhiên và bất ngờ như trên vỉa hè hoặc đường bộ, nhưng có thể gây tử vong nếu đá ở trong một vị trí phơi ra với làm cho có thể rơi xuống dưới. Một chiếc rìu băng và móc sắt bọc đế giày là những dụng cụ thiết yếu trong những trường hợp như vậy, vì chúng sẽ giúp tránh té ngã, và một dây thừng sẽ giúp chặn rơi xuống.